# 来来往往 (长篇小说)
《来来往往》，池莉的长篇小说。

## 内容
该书讲述“康伟业”和“戴晓蕾”、“段莉娜”、“林珠”、“时雨蓬”4个女人之间的情感纠葛故事。

## 角色
- 康伟业

- 戴晓蕾：康伟业少年时期暗恋的女子，第一次给了康伟业，她也成了康伟业理想化情人的化身。

- 段莉娜：康伟业的第一任妻子，父亲是中国人民解放军军官，扶助猪肉冷冻厂工人康伟业一步步走向成功，邓小平上台后废除毛泽东旧制，岳父退位，康伟业开始翻身，掌握自己命运不再由他们父女摆布，两人后来离婚。

- 林珠：康伟业遇到的第三个情人，后来分手。

- 时雨蓬：年轻女子，和康伟业在一起时，康伟业已经是商界成功老男人，她只是康伟业填补性欲的女人。

## 主题和风格
《来来往往》讲述中国大陆从毛泽东时代过渡到邓小平时代的社会变迁对人们家庭的外在作用，通过塑造“吃软饭”的男人“康伟业”和结发妻子“戴晓蕾”的婚姻、婚外恋等反映了时代的变化和人心的变迁，也侧面反映了毛泽东时代和邓小平时代价值观、人生观、爱情观等的变化。

## 改编作品
《来来往往》改编成电视剧《来来往往》，濮存昕出演康伟业，吕丽萍出演段莉娜，另外许晴参演该电视剧。